# Arjowinangun (Puring)
Arjowinangun is een bestuurslaag in het regentschap Kebumen van de provincie Midden-Java, Indonesië. Arjowinangun telt 1287 inwoners (volkstelling 2010).